# Leavenworthia torulosa
Leavenworthia torulosa är en korsblommig växtart som beskrevs av Asa Gray. Leavenworthia torulosa ingår i släktet Leavenworthia och familjen korsblommiga växter. Inga underarter finns listade i Catalogue of Life.